# 츠나강

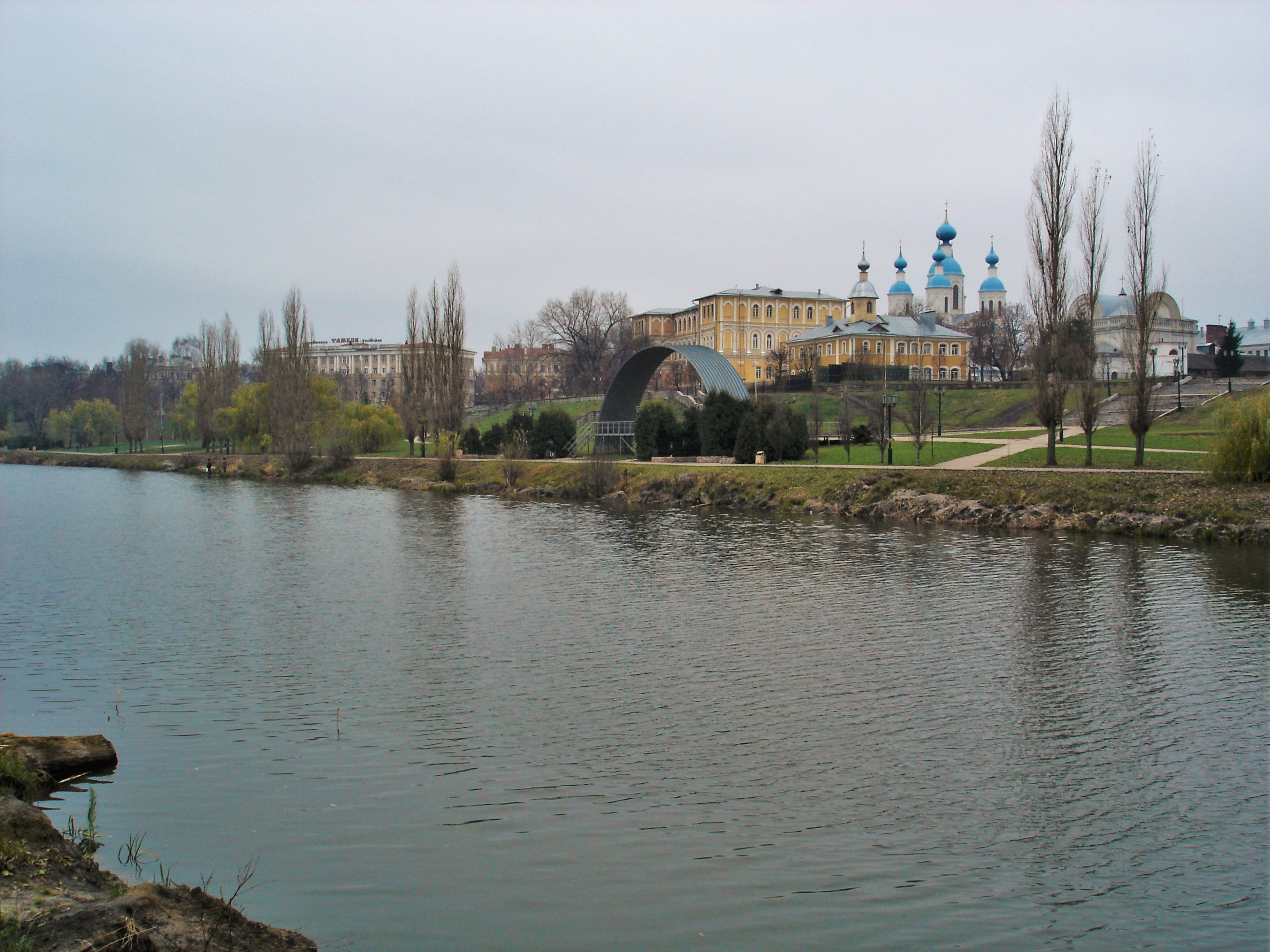

츠나강(러시아어: Цна)은 러시아의 강으로, 목샤강의 지류이다. 유역 길이는 451 km로, 탐보프와 모르샨스크를 통과한다.